# کربن نیترید گرافیتی
کربن نیترید گرافیتی (g-C3N4) (به انگلیسی: Graphitic carbon nitride) خانواده ای از ترکیبات کربن نیترید است، با فرمول کلی نزدیک به C3N4 است (البته به‌طور معمول با مقادیر هیدروژن غیر صفر) و دو زیرساخت عمده بر پایه واحدهای هپتازین و پلی(تری‌ازین ایمید) که بسته به شرایط واکنش، درجه‌های مختلف چگالش، خواص، و واکنش‌پذیری را به نمایش می‌گذارند.